# Carlos Rodríguez (futebolista)
Carlos Alberto Rodríguez Gómez, mais conhecido como Carlos Rodríguez (San Nicolás de los Garza, 3 de janeiro de 1997) é um futebolista mexicano que atua como meio-campo. Atualmente defende o Cruz Azul.

## Carreira
Rodríguez originalmente veio das categorias de base do Monterrey. Ele estreou profissionalmente pelo Monterrey no dia 28 de setembro de 2016, em uma partida da fase de grupos da Liga dos Campeões da CONCACAF de 2016–17 contra o Don Bosco, vencendo por 3-0. Emprestado ao Toledo, time espanhol da terceira divisão, ele disputou 30 jogos e consegui anotar três gols ao todo.
Retornando a Monterrey para a temporada 2018-19, ele estreou na Liga MX em 20 de outubro de 2018, entrando durante a partida na vitória por 2 a 1 sobre Toluca. Ele marcaria seu primeiro gol pelo Monterrey em 15 de fevereiro de 2019, em uma vitória por 3 a 2 sobre Monarcas Morelia. Ele provaria ser uma essencial para o time, pois venceria as finais da Liga dos Campeões da CONCACAF de 2019 contra os rivais da cidade, o Tigres UANL, e seria incluído na seleção da competição.
Em 14 de dezembro, na partida de quartas de final da Copa do Mundo de Clubes da FIFA de 2019 contra o Al Sadd, ele marcaria o terceiro gol do Monterrey na vitória por 3 a 2.

## Seleção
Cinco meses após sua estréia na Liga MX, Rodríguez foi teve sua primeira convocação à Seleção Mexicana de Futebol pelo técnico Gerardo Martino. Em 22 de março de 2019, estreou no time em um amistoso contra o Chile, como titular. Após sua estréia, Martino declarou: "Carlos Rodríguez joga como joga, parece ter 30 anos". Em maio de 2019, ele foi incluído na lista preliminar da convocação para a Copa Ouro da CONCACAF e foi também foi convocado definitivamente. Ele atuou em todas as partidas do torneio em que o México se tornou o campeão ao vencer o Estados Unidos na final.

## Estatísticas

### Clube
- Atualizado até 18 de dezembro de 2019[13]

| Clube     | Temporada | Liga       | Liga  | Liga | Copa  | Copa | Continental | Continental | Internacional | Internacional | Total | Total |
| Clube     | Temporada | Divisão    | Jogos | Gols | Jogos | Gols | Jogos       | Gols        | Jogos         | Gols          | Jogos | Gols  |
| --------- | --------- | ---------- | ----- | ---- | ----- | ---- | ----------- | ----------- | ------------- | ------------- | ----- | ----- |
| Monterrey | 2016–17   | Liga MX    | 0     | 0    | 0     | 0    | 1           | 0           | —             | —             | 1     | 0     |
| Monterrey | 2018–19   | Liga MX    | 26    | 1    | 7     | 0    | —           | —           | —             | —             | 33    | 1     |
| Monterrey | 2019–20   | Liga MX    | 21    | 1    | 3     | 0    | 8           | 0           | 2             | 1             | 33    | 2     |
| Monterrey | Total     | Total      | 47    | 2    | 10    | 0    | 9           | 0           | 2             | 1             | 67    | 3     |
| Toledo    | 2017–18   | 3ª Divisão | 30    | 3    | —     | —    | —           | —           | —             | —             | 30    | 3     |
| TOTAL     | TOTAL     | TOTAL      | 77    | 5    | 10    | 0    | 9           | 0           | 1             | 1             | 97    | 6     |

### Seleção
- Atualizado até 15 de novembro de 2019 [14]

| Seleção Mexicana de Futebol | Seleção Mexicana de Futebol | Seleção Mexicana de Futebol |
| Ano                         | Jogos                       | Gols                        |
| --------------------------- | --------------------------- | --------------------------- |
| 2019                        | 13                          | 0                           |
| Total                       | 13                          | 0                           |

## Títulos

### Clube
Monterrey
- Liga dos Campeões da CONCACAF: 2019

Cruz Azul
- Copa dos Campeões da CONCACAF: 2025[15]

### Seleção
México
- Copa Ouro da CONCACAF: 2019, 2023
- Liga das Nações da CONCACAF: 2024–25[16]

### Individual
- Seleção da Liga dos Campeões da CONCACAF: 2019[6]